# Rubén Olivera (futebolista)
Rubén Ariel Olivera da Rosa (Montevidéu, 4 de maio de 1983) é um ex-futebolista e atual treinador uruguaio que atuava como meia. Atualmente está sem clube.

## Carreira
Oliveira integrou a Seleção Uruguaia de Futebol na Copa América de 2001.

## Títulos
Juventus
- Campeonato Italiano: 2004-05